# Wassylkiwer Majolika-Hahn

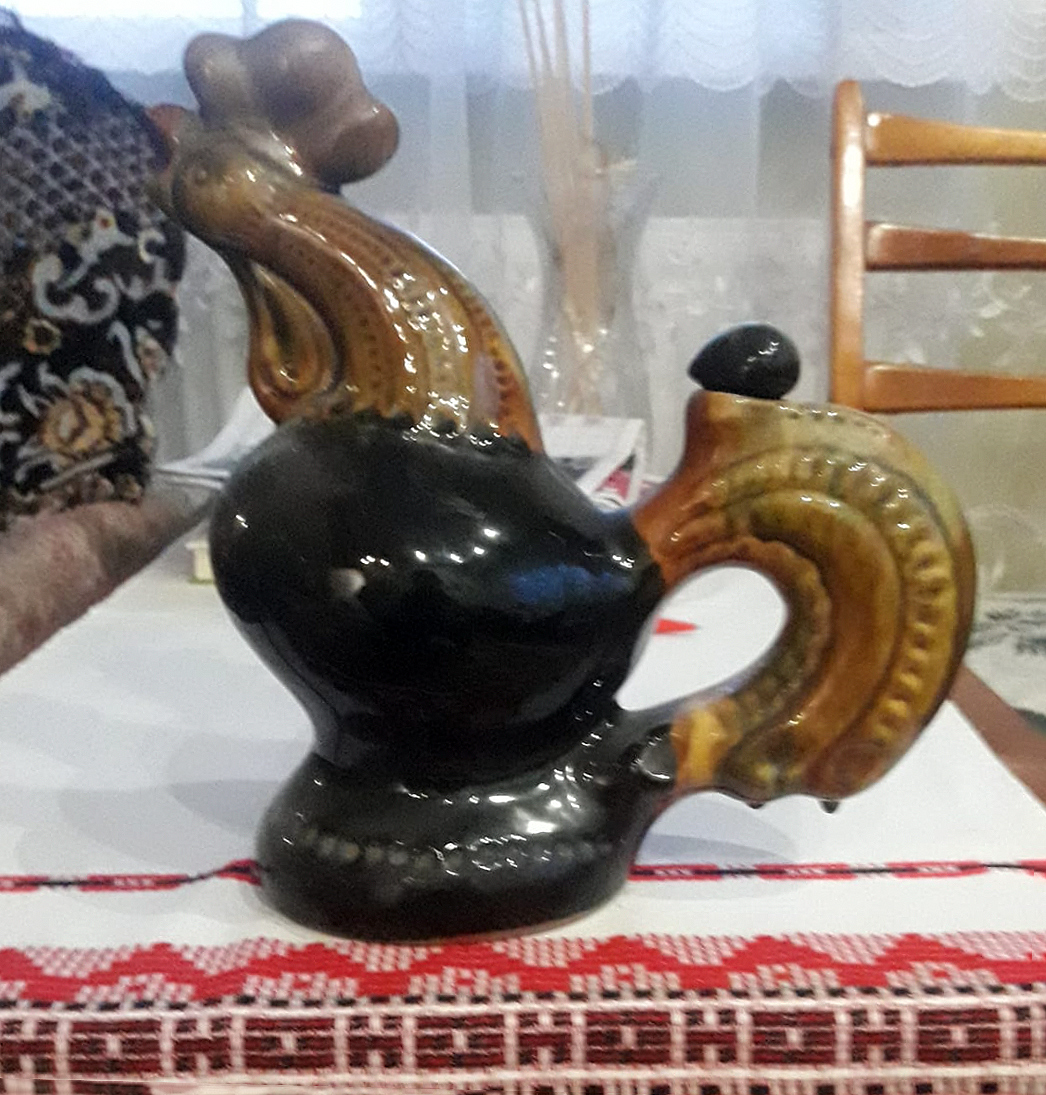
Wassylkiwer Maiolika-Hahn

Der Wassylkiwer Maiolika-Hahn (ukrainisch Півник васильківської майоліки) ist ein nachgebildetes Dekorationsstück, das von der Majolika-Fabrik in Wassylkiw hergestellt und von Walerij Semenowytsch Protorjew und Nadija Juchymiwna Protorjewa geschaffen wurde. Es wurde während des russischen Überfalls auf die Ukraine 2022 zu einem Symbol der Widerstandsfähigkeit, nachdem ein Foto von einem der Häuser in Borodjanka viral ging: Obwohl die Wohnung fast vollständig zerstört war, überlebte ein Küchenschrank an der Wand. Bei näherer Betrachtung entdeckte man darauf einen dekorativen Hahn aus Majolika.

## Geschichte
Die Ursprünge des Wassylkiwer Majolika-Hahns gehen auf das 18. Jahrhundert zurück, als die Stadt Wassylkiw ein Zentrum der Töpferwarenproduktion in der Ukraine war. Die Tradition der Herstellung von Majolika-Keramik in Wassylkiw wurde von geschickten Handwerkern aus Italien in die Region gebracht und von lokalen Kunsthandwerkern weiterentwickelt. Sie wurde zu einem Symbol der ukrainischen Volkskunst und Kultur.
Der Hahn wurde von Anfang der 1960er bis in die 1980er Jahre in der Majolika-Fabrik in Wassylkiw hergestellt. Nachdem ein Foto des unzerstörten Schranks mit einem Hahn aus einer Hausruine in Borodjanka weltweit bekannt geworden war, interessierten sich ukrainische Medien und Menschen in sozialen Netzwerken für dieses Kunstwerk. Der Schrank wurde von ukrainischen Fotojournalistin Jelysaweta Serwatynska bemerkt und fotografiert und die Abgeordnete des Kiewer Stadtrats Wiktorija Burdukowa lenkte die Aufmerksamkeit aller auf den Hahn.
Der Hahn wurde zusammen mit dem Küchenwandschrank der Ausstellung des Nationalen Museums des Euromaidan hinzugefügt.

## Urheber

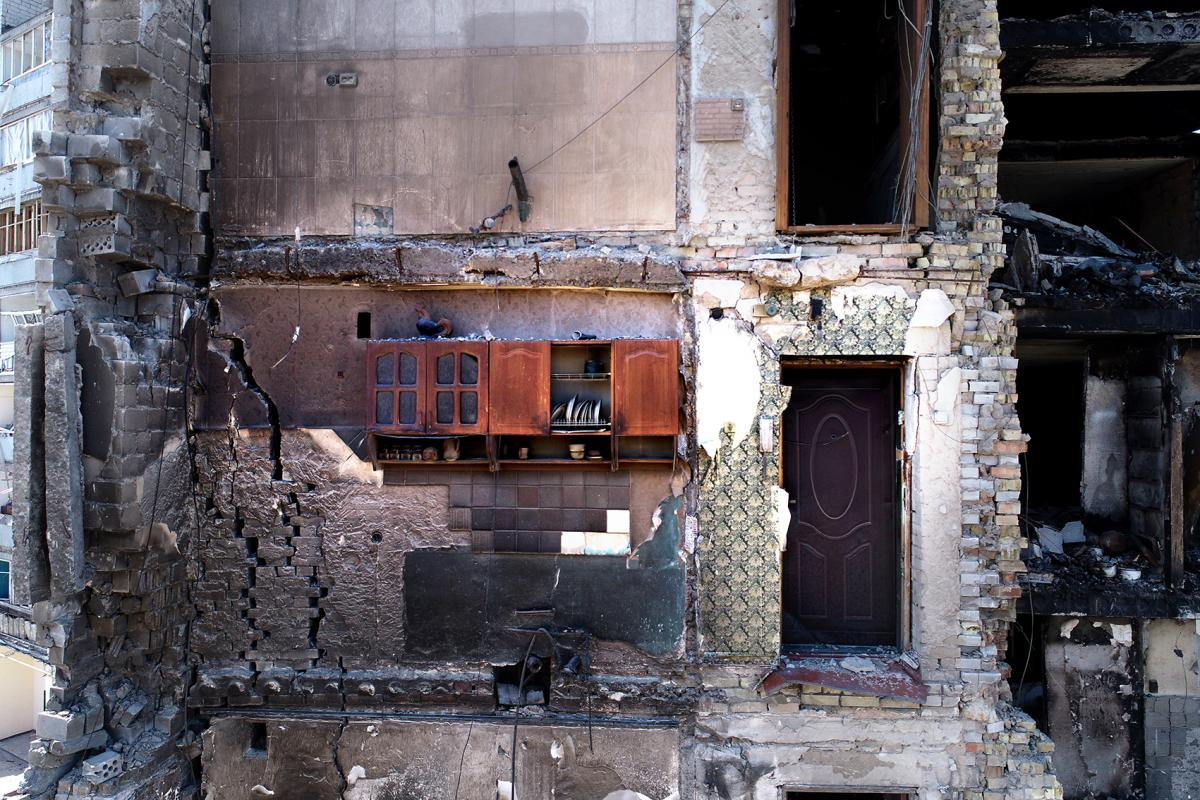
Kermikhahn auf einem unzerstörten Wandschrank in einem zerstörten Haus, Borodjanka, April 2022

Das Werk wurde zunächst fälschlicherweise Prokip Jakowytsch Bidassjuk zugeschrieben.
Serhij Denyssenko, der Chefkünstler der Wassylkiwer Majolika-Fabrik, glaubt, dass die Urheberschaft des Hahns Walerij Semenowytsch Protorjew und seiner Frau Nadija Juchymiwna Protorjewa gehört.

## Symbol

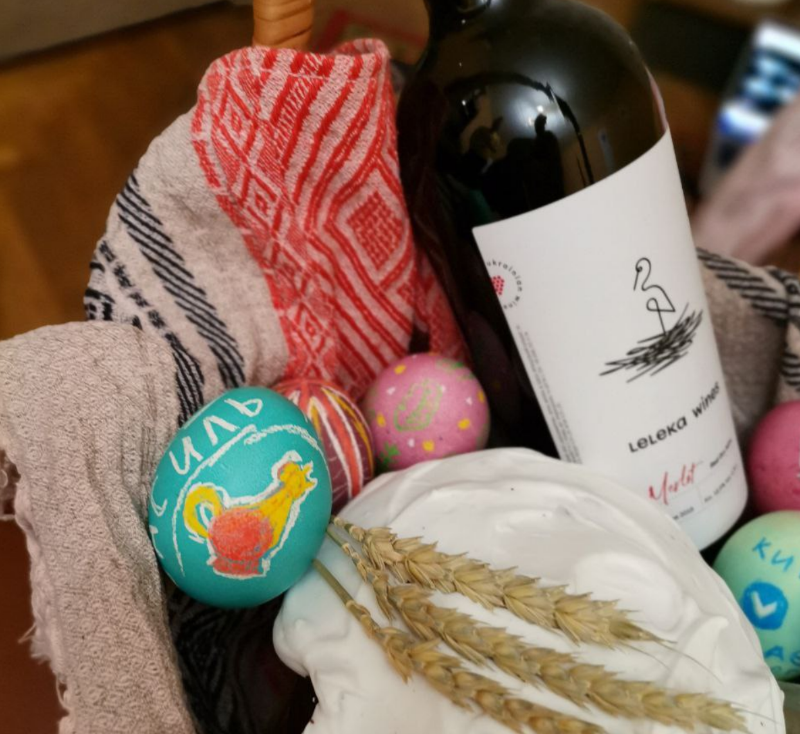
Osterei mit dem Borodjanka-Hahn

Der Küchenschrank mit dem Hahn, der die Bombardierung überlebte und an der Wand blieb, wurde zu einem Symbol für Stärke und Ausdauer. Es entstand ein Meme: „Sei so stark wie dieser Küchenschrank“. Er wird auch als Symbol für den unbeugsamen ukrainischen Geist erwähnt.
Der Hahn erscheint in den Illustrationen von Oleksandr Hrechow, Dyma Kowalenko und in Kit Inschyr. Er war nach dem Bekanntwerden auf lokalen Online-Marktplätzen sehr begehrt.
Der Hahn ist zu einem der beliebtesten Motive für Pysanky (Ostereier) geworden – der litauische Designer Laimės Kūdikis hat ihn zum Beispiel auf einem solchen platziert. Während des Besuchs des britischen Premierministers Boris Johnson in Kyjiw am 9. April 2022 wurden sowohl ihm als auch dem ukrainischen Präsidenten Wolodymyr Selenskyj ähnliche Keramikhähne überreicht.